# العلاقات الأنغولية الساموية
العلاقات الأنغولية الساموية هي العلاقات الثنائية التي تجمع بين أنغولا وساموا.

## مقارنة بين البلدين
هذه مقارنة عامة ومرجعية للدولتين:
| وجه المقارنة                                              | أنغولا           | ساموا                        |
| --------------------------------------------------------- | ---------------- | ---------------------------- |
| المساحة (كم2)                                             | 1.25 مليون       | 2.84 ألف                     |
| عدد السكان (نسمة)                                         | 29.78 مليون      | 196.44 ألف                   |
| الكثافة السكانية (ن./كم²)                                 | 23.82            | 69.17                        |
| العاصمة                                                   | لواندا           | أبيا                         |
| اللغة الرسمية                                             | اللغة البرتغالية | لغة إنجليزية، اللغة الساموية |
| العملة                                                    | كوانزا أنغولي    | تالا ساموي                   |
| الناتج المحلي الإجمالي (بليون دولار)                      | 124.21 مليار     | 856.63 مليون                 |
| الناتج المحلي الإجمالي (تعادل القوة الشرائية) بليون دولار | 184.83 مليار     | 1.15 مليار                   |
| الناتج المحلي الإجمالي الاسمي للفرد دولار أمريكي          | 4.10 ألف         | 3.94 ألف                     |
| الناتج المحلي الإجمالي للفرد دولار أمريكي                 |                  | 5.79 ألف                     |
| مؤشر التنمية البشرية                                      | 0.533            | 0.702                        |
| رمز المكالمات الدولي                                      | +244             | +685                         |
| رمز الإنترنت                                              | .ao              | .ws                          |
| المنطقة الزمنية                                           | ت ع م+01:00      | ت ع م+13:00                  |

## منظمات دولية مشتركة
يشترك البلدان في عضوية مجموعة من المنظمات الدولية، منها:
| علم المنظمة | اسم المنظمة                                 | تاريخ انضمام أنغولا | تاريخ انضمام ساموا |
| ----------- | ------------------------------------------- | ------------------- | ------------------ |
|             | منظمة الشرطة الجنائية الدولية               | ?                   | ?                  |
|             | منظمة التجارة العالمية                      | ?                   | ?                  |
|             | منظمة حظر الأسلحة الكيميائية                | ?                   | ?                  |
|             | مؤسسة التمويل الدولية                       | 19 سبتمبر 1989      | 28 يونيو 1974      |
|             | يونسكو                                      | 11 مارس 1977        | 3 أبريل 1981       |
|             | البنك الدولي للإنشاء والتعمير               | 19 سبتمبر 1989      | 28 يونيو 1974      |
|             | مجموعة دول أفريقيا والكاريبي والمحيط الهادئ | ?                   | ?                  |
|             | الأمم المتحدة                               | 1 ديسمبر 1976       | 15 ديسمبر 1976     |
|             | مؤسسة التنمية الدولية                       | 19 سبتمبر 1989      | 28 يونيو 1974      |
|             | وكالة ضمان الاستثمار متعدد الأطراف          | 19 سبتمبر 1989      | 27 سبتمبر 2002     |
|             | الاتحاد الدولي للاتصالات                    | 13 أكتوبر 1976      | 7 أكتوبر 1988      |
|             | الاتحاد البريدي العالمي                     | ?                   | ?                  |

## وصلات خارجية
- موقع وزارة الخارجية الأنغولية